# 清境食植瓢蟲
清境食植瓢蟲（学名：Epilachna chingjing）为瓢蟲科食植瓢蟲屬下的一个种。